# Dita Pecháčková
Dita Pecháčková (* 5. května 1975 Klatovy) je bývalá šéfredaktorka časopisů o gastronomii, spisovatelka a moderátorka kuchařského pořadu Deník Dity P. v České televizi.

## Osobní život
V sedmnácti odjela na studijní pobyt do Severní Karolíny. Studovala Právnickou fakultu Univerzity Karlovy, ale studium nedokončila a začala pracovat jako produkční speciálních efektů amerických filmů. Také psala příspěvky do rubriky Revue na webu iDNES.cz. V roce 2013 si vzala marketéra Marka Prchala, jejich svatba byla i tématem jednoho dílů seriálu Deník Dity P. V září 2014 se jim narodil syn David P.
Její matkou je Marcela Pecháčková, novinářka píšící pro Lidové noviny.
Její sestrou je Marika Pecháčková, filmová režisérka, manželka režiséra Víta Klusáka. 

## Časopisy o gastronomii
- 2004–2009: Apetit – šéfredaktorka[8]
- 2009–2016: Albert v kuchyni – šéfredaktorka[9]

## Ocenění
- 2004–2009: Apetit zvolený jako Časopis roku

## Knihy o vaření
- Deník Dity P. – Kuchařka (2012)[10]
- Deník Dity P. – Kuchařka 2 (2015)[11]

## Inspirace
- Jamie Oliver
- Gordon Ramsay
- Nigella Lawsonová